# Philodytes umbrinus
Philodytes umbrinus är en skalbaggsart som först beskrevs av Victor Ivanovitsch Motschulsky 1855.  Philodytes umbrinus ingår i släktet Philodytes och familjen dykare. Inga underarter finns listade i Catalogue of Life.